# 狙击精英：抵抗
《狙击精英：抵抗》是一款於2025年1月30日起發售的第三人称战术射击游戏，由Rebellion Developments开发和发行。该游戏適用於Microsoft Windows、PlayStation 4、PlayStation 5、Xbox One和Xbox Series X/S。该游戏还支持16人多人游戏模式。

## 劇情
与狙击精英系列之前的作品不同的是，新角色哈里·霍克 (Harry Hawker) 为該遊戲的主角，故事背景设定在1944年的维希法国，即時間和地點均與《狙击精英5》一致。霍克此前曾出现在《狙击精英3》、《狙擊精英4》和《狙擊精英5》的多人游戏模式中。 